# Loxodera rhytachnoides
Loxodera rhytachnoides är en gräsart som först beskrevs av Georg Oskar Edmund Launert, och fick sitt nu gällande namn av Clayton. Loxodera rhytachnoides ingår i släktet Loxodera och familjen gräs. Inga underarter finns listade i Catalogue of Life.